# يوجينة بحرية
يوجينة بحرية (الاسم العلمي: Eugenia maritima) هي نوع من النباتات تتبع جنس اليوجينة من فصيلة الآسية.